# Helena Josefsson
Helena Josefsson, de nom complet Helena Marianne Jossefsson, és una cantant i compositora de Suècia. Va néixer el 23 de març de 1978 a Kalmar. Més coneguda a l'àmbit internacional per la seva col·laboració amb Per Gessle de Roxette.

## Bandes i cors
Josefsson va començar la seva carrera musical el 1996 amb grups com ara: ‘’Jive with Clive’’, ‘’Plastic Soul'’, ‘’Ewing. 1’’ o ‘’The Good Mornings'’. Després formaria part de la banda ‘’Sandy Mouche’’ amb alguns companys amb els quals ja havia estat. Fins ara han enregistrat un E.P. i dos albums: White Lucky Dragon (2004) i and poems for the unborn (2006). Des del 2007 treballant en el tercer CD. A més a fet els cors de cantants suecs i estrangers: The Ark, Righteous Boy, ‘’Swan Lee’’, ‘’Doug Wyatt’’, ‘’Justin Winokur’’, Junior Senior, ‘’The Margarets'’, ‘’Arash’’, ‘’Metro Jets'’, ‘’Brainpool'’, Andreas Johnson, Sebastian Karlsson, Hideki Kaji o Gyllene Tider.

## Amb Per Gessle
Darrerament després de col·laborar al costat de ‘’Gyllene Tider’’, va iniciar una relació amb Per Gessle, la part masculina del grup Roxette. Participant amb ell, sense limitar-se a fer els cors. Ha participat en els darrers quatre discos: Mazarin, Son of a Plumber, En Händig Man i Party Crasher.

## Carrera en solitari
El 2007, ‘’Helena’’ gravaria el seu primer treball, Dynamo. Produït per Christoffer Lundquist. L'àlbum té tretze temes i tres senzills, realitzant concerts per tota Suècia.
El 2008 gravaria el seu segon CD amb Christoffer encara no publicat.